# Parascudderia secula
Parascudderia secula är en insektsart som beskrevs av Grant Jr., H.J. 1960. Parascudderia secula ingår i släktet Parascudderia och familjen vårtbitare. Inga underarter finns listade i Catalogue of Life.